# Glypta gouldiana
Glypta gouldiana är en stekelart som beskrevs av Dasch 1988. Glypta gouldiana ingår i släktet Glypta och familjen brokparasitsteklar. Inga underarter finns listade i Catalogue of Life.